# Электронная теория химической связи

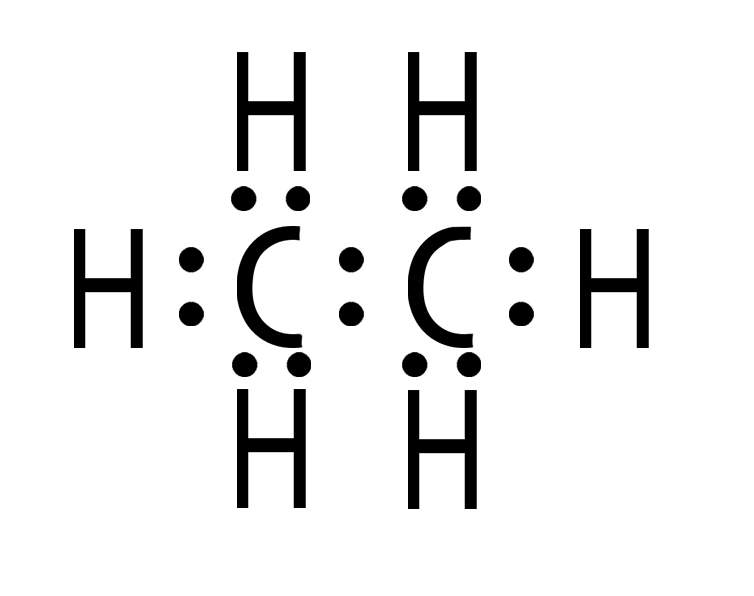
Рис. 1. Пара электронов, принадлежащая обоим атомам углерода

Электронная теория химической связи была предложена и развита американским физикохимиком Льюисом Г. Н. в 1912—1916 гг. Ковалентная химическая связь, по Льюису, образуется за счёт обобществления пары электронов, то есть электронная плотность распределяется между двумя атомами, в противовес господствовавшей в то время теории, будто один из связанных атомов несёт положительный, а другой — отрицательный заряд. Льюис также предложил обозначать электроны точками у символа химического элемента. Электронная теория химической связи включает идею Льюиса, что завершённый внешний электронный слой атома содержит восемь электронов.
Электронная теория химической связи Льюиса стала основой классической теории строения в органической химии, базирующейся на представлении о парной связи между атомами, образованной дублетом электронов. Например, связь C-C в молекуле этана изображается как пара электронов, принадлежащая обоим атомам углерода (рис. 1).
При этом электроны атомов водорода дозаполняют электронные оболочки обоих атомов углерода до октета (правило октета).
Образование химической связи может происходить как путём обобществления двух электронов, принадлежащих разным атомам или свободным радикалам
R· + R· → R : R,
так и в результате передачи пары электронов одним из атомов в общее пользование с другим, электронодефицитным атомом по донорно-акцепторному механизму:
X+ + :Y- → X : Y
Концепции электронной теории химической связи — общепринятый язык теоретической органической химии.
Образование ковалентной связи, осуществляемое, по Льюису, общей для двух атомов электронной парой (дублетом электронов), впоследствии было интерпретировано в рамках квантовой механики В. Гайтлером и Ф. Лондоном как эффект перекрывания электронных плотностей (атомных орбиталей) взаимодействующих атомов. В рамках этой теории (теория валентных схем) образование валентной связи между двумя атомами обусловлено взаимной компенсацией спинов их валентных электронов, причём получающаяся электронная пара входит во внешние электронные оболочки обоих атомов.
Концепции электронной теории химической связи и её квантовомеханического дополнения — теории валентных схем — оказались неприменимыми для описания структуры «неклассического» иона — молекулярного иона водорода H2+ — молекулярного соединения, образованного единственным электроном. В молекулярном ионе водорода H2+ нет ни дублета электронов, ни компенсации спинов электронов, ни перекрывания атомных орбиталей, которые образуют ковалентную связь, поскольку в системе присутствует лишь единственный электрон. Тем не менее, молекулярный ион водорода H2+ является устойчивым соединением.

## Эволюция представления об электронной паре

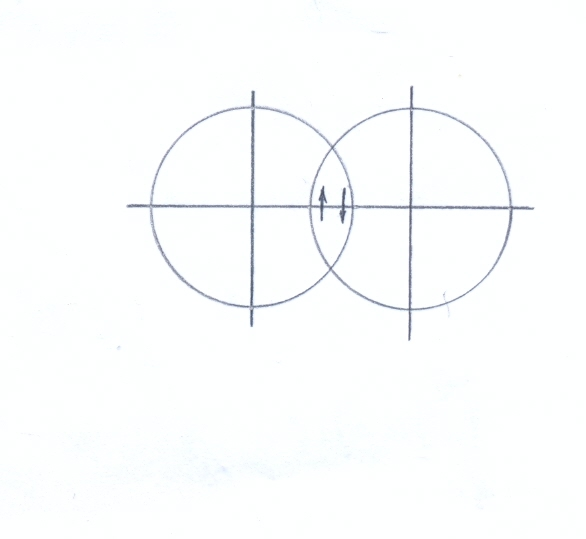
Рис. 2. Спин-спиновое взаимодействие электронов в связывающей электронной паре

Рис. 3. Модель молекулы метана, образованной sp^{3}-гибридными орбиталями

Рис. 4. Контурная карта электронной плотности для молекулы водорода

Связывающую электронную пару первоначально представляли двумя точками, расположенными между двумя атомами молекулы.
С появлением теории валентных схем и открытием спина электрона электронную пару стали представлять двумя параллельными стрелками, направленными в противоположные стороны и расположенные в области перекрытия атомных орбиталей (рис. 2).
В рамках теории валентных схем атом углерода в алканах, например, в метане, был окружён четырьмя связывающими электронными парами (рис. 3).
В теории молекулярных орбиталей связывающую электронную пару стали представлять в форме контурных карт электронной плотности. На рис. 4 представлена контурная карта разностей электронной плотности для молекулы водорода (сплошные линии — области увеличения электронной плотности (в единицах заряда электрона)), пунктирные — области её уменьшения по сравнению с электронной плотностью несвязанных атомов водорода, сближенных на равновесное расстояние.
Во всех случаях связывающая электронная пара или электронная плотность концентрируется на линии, соединяющей ядра молекулы. В теории отталкивания валентных электронных пар проведена оценка размеров электронных облаков связывающих электронных пар, Å:
| Второй период | Второй период | Третий период | Третий период | Четвёртый период | Четвёртый период | Четвёртый период |
| элемент       | re            | элемент       | re            | элемент          | re               |                  |
| Li            | 0,86          | Na            | 0,85          | K                | 0,87             |                  |
| Be            | 0,74          | Mg            | 0,85          | Ca               | 0,81             |                  |
| B             | 0,61          | Al            | 0,75          | Ga               | 0,68             |                  |
| C             | 0,62          | Si            | 0,76          | Ge               | 0,69             |                  |
| N             | 0,59          | P             | 0,76          | As               | 0,74             |                  |
| O             | 0,57          | S             | 0,75          | Se               | 0,75             |                  |
| F             | 0,57          | Cl            | 0,73          | Br               | 0,75             |                  |
| Ne            | 0,56          | Ar            | 0,72          | Kr               | 0,75             |                  |

## Строение связывающей электронной пары
Для описания химических соединений с кратными связями Л. Полинг вводит представления о σ- и π-связывающих электронных парах. Электронная пара, образующая σ-связь, обладает, по Полингу, цилиндрической симметрией относительно линии связи, в то время как, электронная пара, образующая π-связь, антисимметрична относительно плоскости, проходящей через связь. Предполагалось, что двойная связь состоит из одной σ-и одной π-связи, а тройная — из одной σ- и двух ортогональных π-связей.
В такой интерпретации связывающие электронные пары становились неравноценными — σ-связи располагались по линии, соединяющей ядра молекулы, а электронные пары π-связи вытеснялись с этой линии (рис. 6).

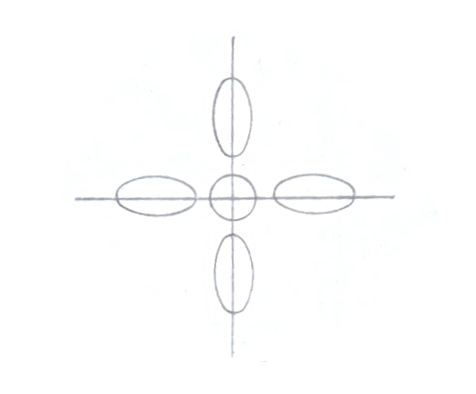
Рис. 5

Рис. 6. Тройная связь в молекуле ацетилена и осевая проекция

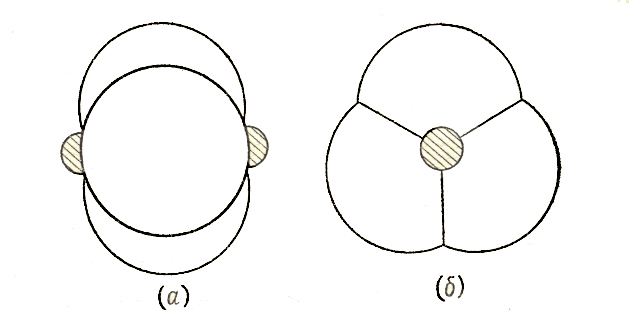
Рис. 7

Позднее, на симпозиуме, посвящённом памяти Кекуле (Лондон, сентябрь 1958 г.), Л. Полинг отказался от σ-, π- описания кратных связей и предложил теорию изогнутой химической связи, в которой все связывающие электронные пары равноценны и удалены от линии, соединяющей ядра атомов молекулы. Двойная связь представляется как комбинация двух, а тройная — трёх одинаковых изогнутых химических связей.
Зная межъядерные расстояния ординарной химической связи (1,54 Å), двойной химической связи (1,33 Å) и тройной химической связи (1,20 Å) можно было вычислить величины прогиба ординарной химической связи как в двойной связи (0,388 Å), так и в тройной связи (0,483 Å).
В теории отталкивания электронных пар три связывающие электронные пары тройной связи представлены в виде трёх сплющенных сфер, дающих форму диска или сплющенного эллипсоида, расположенных вокруг линии, соединяющей ядра атомов молекулы ацетилена (рис. 5).
Теория изогнутой химической связи и теория отталкивания электронных пар, в отличие от теории валентных связей и теории молекулярных орбиталей, учитывали электростатическое отталкивание электронов.
Электростатическое отталкивание электронов непосредственно в связывающей электронной паре было заложено в боровской химической связи. Нильс Бор представлял электронную пару в форму кольца электронов. В метане, по Бору:
Ядро углерода, заключённое в очень маленькое кольцо из двух электронов, расположено в центре (тетраэдра), а ядро водорода по углам. Химические связи представляют собой четыре двухэлектронных кольца, вращающихся вокруг линий, соединяющих центр с углами
В настоящее время дают следующее трактовку связывающей электронной пары (рис.6):
Простую модель двухатомной связи можно представить в виде двух ядер, между которыми в плоскости, перпендикулярной оси, соединяющей ядра, вращаются связывающие электроны. При этом предполагается, что между заряженными частицами (электроны, ядра) действуют только электростатические силы. Если соединяющиеся в молекулу атомы имеют одинаковые потенциалы ионизации, плоскость вращения электронов располагается на равном расстоянии от каждого из ядер. Если же потенциалы ионизации различны, то плоскость вращения электронной пары смещается в сторону атома с большим ППИ.
(ППИ — первый потенциал ионизации)